# Навігаційний напрямок вітру
В аеронавігації, трикутник вітру або навігаційний трикутник швидкостей це графічне представлення зв'язку між напрямом руху літака і вітром.
Він широко використовується в навігації в алгоритмі числення координат.
Трикутник вітру це векторна діаграма, на якій показано три вектори.
- Вектор повітряної швидкості показує рух літака в повітряному середовищі. Він задається істиною повітряною швидкістю і істинним напрямом.
- Вектор вітру показує рух повітряної маси відносно землі. Він описується як швидкість вітру і вказує в зворотньому напрямку від напрямку вітру.

Це узгодження напрямку вітру показує звідки дує вітер. У векторній діаграмі, такій як трикутник вітру, напрям вітру має вказуватись як напрям куди дує вітер, тобто з різницею в 180 градусів від
загальноприйнятого позначення вітру.
- Шляховий вектор показує рух літака відносно землі. Він задається шляховою траєкторією і шляховою швидкістю.

Шляховий вектор є результатом алгебраїчного додавання вектора повітряної швидкості і вектора вітру.
Трикутник вітру описує відносини між величинами, що використовуються в аеронавігації. Коли два із трьох векторів, або чотири з шести компонент відомі, невідомі величини можна обрахувати.
Існує три принципові проблеми для вирішення:
1. Знайти невідомий шляховий вектор. Цей тип задачі виникає коли справжній напрям і справжня повітряна швидкість відомі із вимірювань пілотажних пристроїв і коли напрям вітру і його швидкість відомі або з метеорологічних даних або визначені під час польоту.
2. Знайти вектор вітру. Цей вид задачі виникає коли визначити напрям і істину повітряну швидкість можна за допомогою приладів, а шляховий напрям і шляхову швидкість можна встановити вимірюючи напрям і відстань між двома встановленими точками літака, або визначивши кут зносу і шляхову швидкість по відношенню до землі.
3. Знайти істинний напрям і шляхову швидкість. Цей тип задачі виникає під час планування польоту або під час польоту, коли необхідно визначити правдивий напрям польоту і шляхову швидкість, для яких розраховується очікуваний час прибуття.

Традиційний спосіб розв'язання рівнянь трикутника вітру — графічний. Відомі вектори наносяться в правильному масштабі і напрямку на аеронавігаційну карту, з використанням транспортира і лінійки. Невідомі величини визначаються з кресленика з використанням тих самих інструментів.
На літаках оснащених сучасним навігаційним обладнанням, трикутник вітру зазвичай визначається за допомогою Системи управління польотом, з використанням даних
від системи повітряних сигналів, інерціальної системи навігації, глобальної системи позиціонування (GPS), та інших інструментів, (всеспрямований радіомаяк), (апаратура для вимірювання відстані), (Автоматичний радіокомпас). Пілот просто читає дані розраховані для нього.